# Paarbladig goudveil
Paarbladig goudveil (Chrysosplenium oppositifolium) is een laag blijvend, teer plantje uit de steenbreekfamilie (Saxifragaceae). De soort staat op de Belgische Rode lijst van planten als zeldzaam tot vrij zeldzaam. In Nederland is de plant ook zeldzaam (Limburg, Gelderland en Overijssel) tot zeer zeldzaam (Drenthe). De soort komt voor in Europa en Noord-Amerika tot in de poolstreken. 

## Beschrijving
De plant is 5-10 cm hoog. De stengel is min of meer vierkantig en de rondachtige bladeren staan zoals de naam al aangeeft paarsgewijs tegenover elkaar.
De plant bloeit van april tot mei met groengele bloemen. De bloem bestaat uit vier kelkslippen en meestal acht meeldraden en is ongeveer 3 mm breed.
De rijpe, donkerbruine zaden blijven lang in de open vrucht liggen en rollen uiteindelijk uit het langwerpige geultje.
Goudveil is een veeleisende plant. Ze komt voornamelijk voor op stikstofarme, vruchtbare, natte gronden. Het schuwt direct zonlicht. Paarbladig goudveil komt voor op zeer vochtige bosgrond bij beekjes en bronnen in heuvelachtig land.

## Plantengemeenschap
Het paarbladig goudveil is een kensoort voor het essenbronbos.